# Касрауи, Хамди
Хамди Касрауи (араб. حمدي القصراوي‎; род. 18 января 1983, Сус) — тунисский футболист, выступавший на позиции вратаря. С 2018 по 2019 года был тренером вратарей национальной сборной Туниса.

## Клубная карьера
Во взрослом футболе дебютировал в 2003 году выступлениями за команду «Эсперанс» (Тунис), в которой провел шесть сезонов, приняв участие в 135 матчах чемпионата. Большинство времени, проведенного в составе «Эсперанса», был основным голкипером куба.
Своей игрой за эту команду привлек внимание представителей тренерского штаба французского клуба «Ланс», в состав которого присоединился 25 мая 2009 года. Сезон 2009/10 провёл в качестве запасного вратаря (основным был Ведран Рунье). Дебют за «Ланс» состоялся 17 августа 2010 года в матче против «Ниццы». После дебюта Хамди появился ещё в 5 матчах того сезона. Всего за клуб из Лиги 1 провёл 42 матча.
В 2013 году вернулся в Тунис, передя в «Сфаксьен».

## Выступление за сборную
В 2005 году дебютировал за сборную Туниса. Сейчас в форме главной команды страны Хамди сыграл 36 матчей. Поначалу был заменой Али Бумнижеля, но после того как тот завершил карьеру в 2007 году Касрауи стал основным вратарём сборной.
Участник двух кубков африканских наций (2006 и 2008), чемпионата мира 2006 и Кубка конфедераций 2005.